# 고동산
고동산(古桐山)은 대한민국 경기도 가평군과 양평군 사이에 있는 높이 591m의 산이다.

## 같이 보기
- 한국의 산